# Langensari (Sukaraja)
Langensari is een bestuurslaag in het regentschap Sukabumi van de provincie West-Java, Indonesië. Langensari telt 9238 inwoners (volkstelling 2010).